# Höhlen von Nerja
Die Nerja-Höhle (Spanisch: Cueva de Nerja) ist eine im Januar 1959 zufällig entdeckte Tropfsteinhöhle in Spanien. Sie besteht aus einer Reihe von Höhlengalerien, die sich über eine Länge von fast 5 km erstrecken. Sie befindet sich in der Nähe von der Stadt Nerja in der spanischen Provinz Málaga, wurde 2006 zum geschützten Kulturgut erklärt und ist somit Teil des historischen Erbes Spaniens. Dank der zahlreichen Funde von menschlichen Resten sowie Hinweisen auf Bestattungsriten ist Nerja für die Forschung an der prähistorischen Bevölkerung Andalusiens bedeutend.
Die Höhlen wurden am 12. Januar 1959 von fünf Freunden entdeckt, die durch einen schmalen, als „La Mina“ bekannten Schacht, eindrangen. Dieser bildet einen der beiden natürlichen Zugänge zum Höhlensystem. Ein dritter Eingang wurde im Jahr 1960 künstlich angelegt, um einen einfachen Zugang für Touristen zu ermöglichen. Die Höhle gliedert sich in zwei Hauptteile, bekannt als Nerja I und Nerja II. Nerja I enthält für die Öffentlichkeit zugängliche Ausstellungen und ist über eine Treppe und betonierte Wege erreichbar. Eine der Kammern bildet ein natürliches Amphitheater, in dem regelmäßig Konzerte stattfinden. Nerja II ist für die Öffentlichkeit nicht zugänglich und besteht aus den im Jahr 1959 entdeckten unteren Galerien und den im Jahr 1960 entdeckten oberen Galerien.
2012 wurden in der Nerja-Höhle Malereien entdeckt, die Seehunde darstellen. Zunächst wurde angenommen, sie seien ca. 43.000 Jahre alt und die ersten bekannten Kunstwerke in der Geschichte der Menschheit. Wissenschaftler weisen jedoch darauf hin, dass die Datierung anhand von in der Nähe gefundenen Kohleresten und nicht an den Malereien selber gemacht wurde. Das Alter der Malereien musste deshalb in Frage gestellt werden. Eine Studie von 2017 zeigte jedoch, dass das Alter der Malereien zwischen 20.000 und 18.000 Jahren cal. BP liegt. Dies ist ein Hinweis darauf, dass sich Menschen während der Periode des frühen Magdaléniens dort aufgehalten haben, und keine Neandertaler.

## Entdeckung
Am 12. Januar 1959 wurde die Höhle von fünf jungen Männern aus dem Nachbardorf Maro entdeckt, als sie beobachteten, wie ein Schwarm Fledermäuse aus einer Felsspalte hervorkamen.
Zunächst blockierten zwei Stalaktiten den schmalen Weg zu den Galerien. Nachdem sie diese beseitigt hatten, gelangten sie zu einer großen Galerie, in der sie einige Skelette und Keramikschüsseln fanden. Sie verbreiteten ihre Entdeckung und 100 Tage nach einer zweiten Erkundungstour wurden Fotos in der lokalen Zeitung Sur veröffentlicht. Dadurch erlangte die Nerja-Höhle internationale Bekanntheit.

## Erschließung
Nach mehreren Erkundungen wurden sich die spanischen Behörden der wissenschaftlichen Bedeutung der Höhle bewusst und beauftragten eine Delegation von Archäologen aus Málaga, einen besseren Zugang zu schaffen. Bis zu diesem Zeitpunkt war das Betreten der Höhle durch den Schacht sehr schwierig.
In verschiedenen Galerien wurde nach einem neuen Zugang gesucht, bis schließlich ein neuer Eingang unter den dicken Wurzeln eines Wacholderbaumes geschaffen werden konnte. Dafür wurde ein großer Felsen entfernt, der den Zugang seit Tausenden von Jahren versperrt hatte. Die ersten archäologischen Ausgrabungen und Aufbereitungsarbeiten für die Eröffnung der Höhle für den Tourismus wurden 1960 durchgeführt.
Mehrere Expeditionen wurden durchgeführt, um die Höhle und ihre verschiedenen Galerien zu erkunden. 1969 wurde eine enge Passage im Saal des Kataklysmus entdeckt, die zu den sogenannten oberen Galerien und den neuen Galerien führt. Die hier befindlichen spektakulären Formationen und prähistorischen Überreste können von Besuchern noch nicht besichtigt werden.
Seitdem hat die Stiftung der Nerja-Höhle (Fundación Cueva de Nerja) die Erforschung der Höhle gefördert, sowie ein aus Geologen, Biologen, Archäologen, Paläontologen und weiteren Experten zusammengestelltes wissenschaftliches Komitee gegründet. Dieses führt Kongresse, Verbesserungen an der Ausrüstung und Forschung sowie kulturelle Aktivitäten für die Öffentlichkeit durch.

## Beschreibung

### Allgemeines
In den Höhlen erfährt man mehr über ihre Geschichte und Nutzung als eine neolithische Grabstätte, eine Hyänenbehausung, eine Speisekammer (oder ein Kühlraum, wegen ihrer durchweg kühlen Temperaturen), für die Lagerung von landwirtschaftlichen Produkten, als ein Unterschlupf für Tiere und ein Zuhause für Menschen. Außerdem gibt es eine Ausstellung mit Informationen über die Kultur, die sich dort aufhielt, mit Resten ihres Alltagslebens, z. B. Keramik, Werkzeuge und frühe pflanzliche Medikamente.
Die Höhlen sind in drei Bereiche oder Galerien unterteilt: die unteren, oberen und neuen Galerien. Lediglich die unteren Galerien sind für die Öffentlichkeit zugänglich. Ausgenommen davon sind bestimmte Gebiete wie „La Mina“ selbst und der Saal der Doline. Dort befinden sich bedeutende archäologische Überreste, die derzeit von Experten erforscht werden.
Die oberen und neuen Galerien sind für die Öffentlichkeit geschlossen und nur für Forscher zugänglich. Grund dafür sind die wertvollen Beispiele der Höhlenkunst und die sehr empfindlichen und kunstvollen geologischen Formationen. Zudem wäre es unmöglich, das gesamte Höhlenlabyrinth zu überwachen.

### Galerien
Die Gesamtfläche beträgt 35.484 m² und das Gesamtvolumen 264.379 m³. Die Höhle besteht aus drei Hauptbereichen.

#### Untere oder touristische Galerien
Oberfläche: 9.371 m², Volumen: 106.286 m³
- Saal der Geister (Sala de los Fantasmas): Namensgebend ist eine Reihe von Stalaktiten und Stalagmiten, die unheimlich erscheinende Schatten gegen die Höhlenwände werfen.
- Krippen-Saal (Sala del Belén): Ein gewundener Korridor führt vom Saal der Geister zum Krippen-Saal. Dieser verdankt seinen Namen den Höhlenformationen, die an die Weihnachtskrippe erinnern. Im Saal gibt es eine Ausstellung mit Reproduktionen von Wandmalereien und archäologischen Funden, beispielsweise zu Bestattungsriten. Teil dieser Ausstellung war bis 2007 der Schädel des 8000-jährigen Skeletts von „Pepita“, der im Saal gefunden wurde.
- Saal des Wasserfalls (Sala de la Cascada oder Sala del Ballet): Dieser Saal beherbergt eine Sammlung von Speläothemen (Höhlenformationen), die einem trockenen Wasserfall aus Stein ähneln. Jedes Jahr findet hier das Internationale Musik und Tanzfestival (Festival Internacional de Música y Danza Cueva de Nerja) statt.
- Saal des Kataklysmus (Sala del Cataclismo): Es handelt sich um eine chaotische Höhle voller Trümmer und Geröll von gefallenen Stalaktiten, die bei einem gewaltigen Erdbeben vor 80.000 Jahren herabfielen und zerstört wurden.
- Saal der Doline (Sala de la Torca): Hier befinden sich bedeutende archäologische Überreste, die derzeit erforscht werden.

#### Obere Galerien
- Saal der Säulen des Herkules (Sala de las Columnas de Hércules)
- Saal der Unermesslichkeit (Sala de la Inmensidad)
- Galerie der Ebenen (Galería de los Niveles)
- Saal der Fische (Sala de los Peces)

#### Neue Galerien
- Saal des Speeres (Sala de la Lanza)
- Saal des Berges (Sala de la Montaña)[8]

## Forschungsstand

### Urgeschichte
Vor ca. 5 Millionen Jahren, während des Oberen Miozäns, drang Wasser in die Spalten des Marmorfelsens ein und löste ihn auf. Dadurch entstand eine riesige unterirdische Höhle. Seismische Bewegungen und Erdrutsche während des Holozäns zwangen das Wasser dazu, neue Wege durch das Höhlensystem zu finden, wodurch sich die riesigen Stalaktiten und Stalagmiten zu bilden begannen, die noch heute in der Höhle zu sehen sind.
Skelette, die in den Höhlen gefunden wurden, weisen darauf hin, dass sie von etwa 25.100 BP bis zur Bronzezeit bewohnt waren. An den Wänden wurden Höhlenmalereien aus der paläolithischen und postpaläolithischen Zeit entdeckt.
Ab 25.100 BP wurden die Höhlen 4.000 Jahre lang je nach Jahreszeit von einer kleinen Gruppe von Menschen genutzt. In den Perioden, in denen die Menschen die Höhle nicht bewohnten, wurde sie von Höhlenhyänen in Besitz genommen.
Um 21.100 BP lebten die Menschen das ganze Jahr über in den Höhlen, und die Zahl der Bewohner nahm zu. Es entwickelte sich eine Kultur, die sich durch das Jagen in der direkten Umgebung ernährte. Illustriert wird dies durch die Höhlenmalereien, die dort gefunden wurden und in dieser Zeit entstanden sind. Pinienkerne und Schnecken waren ebenfalls wichtige Elemente der Ernährung.
Bis etwa 10.800 BP entwickelte sich die Jagdkultur weiter, und weitere Tiere wie Ziegen, Kaninchen, Fische und Meeressäugetiere waren Ziel der Jagd. In der Höhle wurden Stein- und Knochenwerkzeuge sowie eine große Vielfalt an Tierknochen, Muscheln und Gräten aus dieser Zeit gefunden, darunter die Überreste von Tieren aus Küstennähe.
Um 4.570 BP hielten die Menschen domestizierte Tiere und nutzten das Gebiet um die Höhle herum für die Landwirtschaft und die Produktion von Keramik.
Um 3.870 BP wurden Textilien und komplexere Keramikanfertigungen hergestellt. Teile der Höhle wurden als Grabkammer genutzt.

### Malereien
Die Forscher, die sich zuerst mit den Höhlenmalereien von Seehunden beschäftigt hatten, entwickelten die Hypothese, die Bilder seien von Neandertalern (Homo neanderthalensis) angefertigt worden. Dies hätte bedeutet, dass es die ältesten bekannten Zeichnungen der Welt gewesen wären, und die ersten bekannten, von Neandertalern gezeichneten. Im Jahr 2017 führten neue Untersuchungen jedoch zu dem Ergebnis, dass die Zeichnungen aus einer späteren Zeit stammen. Die endgültigen Daten wurden durch eine direkte 14C-Datierung der Farben geliefert. Die Analysen wurden an Holzkohlesplittern von Nadelholzbäumen, aber auch an den Karbonatablagerungen, die sich unter und über diesen befunden hatten, durchgeführt. Beide Proben wurden auf die Zeit zwischen 20.000 und 18.000 Jahren (cal BP) datiert, was auf die Anwesenheit des anatomisch modernen Menschen (Homo sapiens) während des frühen Magdaléniens in den oberen Galerien der Höhle hinweist. Eine 2020 publizierte Uran-Thorium-Datierung widersprach ebenfalls der früheren Neandertaler-Hypothese.

## Geschütztes Kulturgut (Bien de Interés Cultural)
Der mächtige kulturelle Reichtum der Höhle von Nerja hat dazu geführt, dass sie ein Jahr nach ihrer Öffnung für den Tourismus gemäß dem Dekret Nr. 988 vom 25. Mai 1961 zu einem kunsthistorischen Denkmal erklärt wurde.